# Sporazumi iz Minska
Sporazumi iz Minska so niz mednarodnih sporazumov, ki so poskušali končati vojno v Donbasu, ki so jo vodile oborožene ruske separatistične skupine in oborožene sile Ukrajine, pri čemer je imela osrednjo vlogo redna vojska Ruske federacije.
Prvi sporazum, znan kot Protokol iz Minska, je leta 2014 pripravila tristranska kontaktna skupina za Ukrajino, ki so jo sestavljale Ukrajina, Rusija in Organizacija za varnost in sodelovanje v Evropi (OVSE), s posredovanjem voditeljev Francije in Nemčije v tako imenovanem normandijskem formatu. Po obsežnih pogovorih v Minsku v Belorusiji so sporazum 5. septembra 2014 podpisali predstavniki trilateralne kontaktne skupine in, brez priznanja njihovega statusa, takratni voditelji samooklicane Donecke ljudske republike (DLR) in Luganske ljudske republike (LLR). Ta sporazum je sledil številnim prejšnjim poskusom ustavitve spopadov v regiji in je bil namenjen takojšnji prekinitvi ognja. 
Sporazumu ni uspelo ustaviti spopadov, zato mu je sledil spremenjen in posodobljen sporazum Minsk II, ki je bil podpisan 12. februarja 2015. Ta sporazum je vseboval sveženj ukrepov, vključno s prekinitvijo ognja, umikom težkega orožja s frontne črte, osvoboditvijo vojnih ujetnikov, ustavno reformo v Ukrajini, ki bo dodelila samoupravo nekaterim območjem Donbasa, in obnovitvijo nadzora državne meje s strani ukrajinske vlade. Po podpisu sporazuma so se boji nekoliko omilili, vendar se niso nikoli povsem končali, določbe sporazuma pa niso bile nikoli v celoti implementirane. Sporazum Minsk II  je predlagal nekdanji nemški zunanji minister Frank-Walter Steinmeier kot mehanizem za podelitev posebnega statusa Donbasu in se zato imenuje tudi Steinmeierjeva formula.
Sredi naraščajočih napetosti med Rusijo in Ukrajino v začetku leta 2022 je Rusija 21. februarja 2022 uradno priznala DLR in LLR. Po tej odločitvi je 22. februarja 2022 ruski predsednik Vladimir Putin izjavil, da Sporazumi iz Minska »ne obstajajo več« in da je za njihov propad kriva Ukrajina in ne Rusija. Rusija je nato 24. februarja 2022 sprožila odkrito invazijo na Ukrajino.

## Protokol iz Minska
Protokol iz Minska je sestavila Trilateralna kontaktna skupina za Ukrajino, ki so jo sestavljali predstavniki Ukrajine, Rusije in OVSE. Skupina je bila ustanovljena junija 2014 kot način za spodbujanje dialoga in reševanje sporov v vzhodni in južni Ukrajini. Sestanki skupine, skupaj z neformalnimi predstavniki samooklicane DLR in LLR, so potekali 31. julija, 26. avgusta, 1. septembra in 5. septembra 2014. Podrobnosti sporazuma, podpisanega 5. septembra 2014, so bile v veliki meri podobne ukrajinskemu »mirovnemu načrtu v petnajstih točkah« predsednika Petra Porošenka z dne 20. junija 2014. 

### Besedilo protokola
Besedilo protokola vsebuje dvanajst točk:
1. Zagotoviti takojšnjo dvostransko prekinitev ognja.
2. Zagotoviti spremljanje in preverjanje prekinitve ognja s strani OVSE.
3. Decentralizacija oblasti, vključno s sprejetjem ukrajinskega zakona »O začasni ureditvi lokalne samouprave v določenih okrožjih Donecke in Luganske oblasti«.
4. Zagotoviti stalen nadzor ukrajinsko-ruske meje in preverjanje s strani OVSE z vzpostavitvijo varnostnih območij v obmejnih regijah Ukrajine in Ruske federacije.
5. Takojšnja izpustitev vseh talcev in nezakonito pridržanih oseb.
6. Sprejetje zakona, ki preprečuje pregon in kaznovanje ljudi v zvezi z dogodki, ki so se zgodili na nekaterih območjih Donecke in Luganske oblasti.
7. Nadaljevati vključujoč nacionalni dialog.
8. Sprejeti ukrepe za izboljšanje humanitarnih razmer v Donbasu.
9. Z ozemlja Ukrajine umakniti nezakonite oborožene skupine in vojaško opremo ter borce in tuje plačance.
10. Sprejeti program gospodarskega okrevanja in obnove Donbasa.
11. Zagotoviti osebno varnost udeležencev svetovanj.

### Podpisniki
Dokument so podpisali naslednji predstavniki:
- švicarska diplomatka in predstavnica OVSE Heidi Tagliavini,
- nekdanji predsednik Ukrajine (julij 1994 do januar 2005) in predstavnik Ukrajine Leonid Kučma,
- ruski ambasador v Ukrajini in predstavnik Rusije Mihail Zurabov,
- vodji DLR in LLR Aleksander Zaharčenko in Igor Plotnitski.[14]

### Nadaljevanje protokola
V dveh tednih po podpisu Protokola iz Minska je prišlo do pogostih kršitev prekinitve ognja obeh sprtih strani. Pogovori v Minsku so se nadaljevali. 19. septembra 2014 je bilo dogovorjeno Nadaljevanje Protokola iz Minska. Ta memorandum je pojasnil izvajanje Protokola. Med nekaterimi dogovorjenimi ukrepi za vzpostavitev miru so bili:
- Prepoved preletov bojnih letal nad varnostnim območjem.
- Umik vseh tujih plačancev z območja konflikta.
- Prepoved ofenzivnih operacij.
- Umik težkega orožja 15 kilometrov za stično črto in vzpostavitev 30-kilometrskega varovalnega pasu.
- Ustanovitev posebne opazovalne komisije OVSE v Ukrajini za spremljanje izvajanja Protokola iz Minska.

### Dosežki
Po sprejetju drugega memoranduma 5. septembra, je 28. septembra DLR sprožila ofenzivo na letališče Doneck. Obe strani sta druga drugo še naprej obtoževali kršitve prekinitve ognja. Konec oktobra je premier DLR in podpisnik protokola iz Minska Aleksander Zaharčenko dejal, da bodo njegove sile ponovno zavzele ozemlje, ki so ga izgubile proti ukrajinskim silam med ofenzivo julija 2014, in da bodo sile DLR za to pripravljene voditi »težke bitke«. Kasneje je Zaharčenko dejal, da so ga napačno citirali in da je želel povedati, da bodo ta območja zavzeta z  »miroljubnimi sredstvi«.
Med kampanjo pred volitvami 2. novembra 2014, ki sta jih izvedli DLR in LLR v nasprotju s protokolom, je Zaharčenko dejal: »To so zgodovinski časi. Ustvarjamo novo državo! To je nor cilj.« Predsedujoči OVSE Didier Burkhalter je potrdil, da so bile volitve »v nasprotju s črko in duhom Protokola iz Minska«, in dejal, da bodo »še bolj zapletle njegovo izvajanje«.
Ruski zunanji minister Sergej Lavrov je 5. decembra dejal, da so bile volitve DLR in LLR 2. novembra »natančno v obsegu, v katerem so se pogajali v Minsku«, in da naj bi ukrajinski parlament sprejel zakon o amnestiji za DLR in voditelje LPR po ukrajinskih parlamentarnih volitvah konec oktobra. Po besedah Lavrova bi lahko strožje spremljanje rusko-ukrajinske meje, kot je določeno v Protokolu iz Minska, potekalo šele po potrditvi zakona o amnestiji. Opozoril je, da je bil ukrajinski predsedniški odlok o prepovedi pregona separatističnih borcev v Donbasu izdan 16. septembra, vendar je »zdaj že vložen predlog zakona za njegovo razveljavitev«.

### Propad
Do januarja 2015 je prekinitev ognja po Protokolu iz Minska popolnoma propadla. Po zmagi separatistov na mednarodnem letališču Doneck v nasprotju s protokolom je tiskovni predstavnik DLR Eduard Basurin dejal, da »memorandum iz Minska ne bo obravnavan v obliki, kot je bil sprejet«. Kasneje istega dne je vodja DPR Aleksander Zaharčenko dejal, da DLR »ne bo več poskušala doseči pogovorov o prekinitvi ognja« in da bodo njegove sile »napadale vse do meja regije Doneck«. Premirje je »skoraj izginilo«.
Ob vse večjem nasilju na območju spopadov je bil za 31. januar 2015 predviden nov krog pogovorov v Minsku. Člani Tristranske kontaktne skupine so odpotovali v Minsk na srečanje s predstavniki DLR in LLR. Podpisnici Protokola DLR in LLR se srečanja nista udeležili, predstavniki, ki so se ga udeležili, pa se niso mogli pogovarjati o izvajanju Protokola oziroma memoranduma. Ti predstavniki so zahtevali revizijo protokola in memoranduma. Sestanek je bil prekinjen brez rezultatov.

## Minsk II, februar 2015
Več zaporednih poskusov rešitve vojne v Donbasu do začetka februarja 2015 niso dali rezultatov.  Protokol iz Minska z dne 5. septembra 2014 je za več mesecev precej zmanjšal boje na konfliktnem območju, manjši spopadi pa so se nadaljevali. V začetku januarja 2015 so separatistične sile Donecke ljudske republike in Luganske ljudske republike začele novo ofenzivo na območja pod ukrajinskim nadzorom, kar je povzročilo popoln propad prekinitve ognja po Protokolu iz Minska.
Po hudih bojih so sile DLR 21. januarja zavzele simbolično pomembno mednarodno letališče Doneck, zadnji del mesta Doneck, ki je bil pod ukrajinskim nadzorom. Po tej zmagi so separatistične sile konec januarja nadaljevale ofenzivo na pomembno železniško in cestno križišče Debalcevo. Ti ponovni hudi spopadi so povzročili veliko zaskrbljenost mednarodne skupnosti. Francoski predsednik François Hollande in nemška kanclerka Angela Merkel sta 7. februarja predstavila nov mirovni načrt.
Francosko-nemški načrt, pripravljen po pogovorih z ukrajinskim predsednikom Petrom Porošenkom in ruskim predsednikom Vladimirjem Putinom, je bil ocenjen kot oživitev Protokola iz Minska. Predsednik Hollande je dejal, da je načrt »zadnja priložnost« za rešitev konflikta. Načrt je bil predstavljen kot odgovor na ameriške predloge o pošiljanju orožja ukrajinski vladi, za kar je kanclerka Merkel dejala, da bo povzročilo »samo poslabšanje krize«.
Vrh o izvajanju francosko-nemškega diplomatskega načrta je bil predviden za 11. februar v Palači neodvisnosti v Minsku. Udeležili so se ga ruski predsednik Vladimir Putin, ukrajinski predsednik Petro Porošenko, nemška kanclerka Angela Merkel, francoski predsednik François Hollande, vodja DPR Aleksander Zaharčenko in vodja LPR Igor Plotnicki. Pogajanja so trajala šestnajst ur in so bila po besedah nemškega zunanjega ministra »zelo težka«.
Po pogovorih je bilo 12. februarja 2015 objavljeno, da sta se sprti strani dogovorili o novem paketu mirovnih ukrepov z naslovom Sveženj ukrepov za izvajanje sporazumov iz Minska, ki se običajno imenujeme Minsk II. Med dogovorjenimi ukrepi so bili brezpogojna prekinitev ognja od 15. februarja 2015, umik težkega orožja s frontne črte, izpustitev vojnih ujetnikov in ustavna reforma v Ukrajini.

### Besedilo sporazuma
Celo besedilo sporazuma se glasi:
1. Takojšnja in popolna prekinitev ognja v določenih okrožjih Donecke in Luganske oblasti v Ukrajini in njeno dosledno izpolnjevanje od polnoči (00:00) po vzhodnoevropskem času 15. februarja 2015.
2. Umik vsega težkega orožja z obeh strani na enako razdaljo s ciljem ustvarjanja varnostnega območja najmanj 50 kilometrov narazen za topništvo kalibra 100 mm ali več, varnostno območje 70 kilometrov za večcevne raketomete (MRLS) in 140 kilometrov  za taktične raketne sisteme MLRS Tornado-S, Uragan, Smerč in Točka U (OTR 21): 
  - za ukrajinsko vojsko od aktualne frontne črte;
  - za oborožene formacije določenih okrožij Donecke in Luganske oblasti Ukrajine od kontaktne črte v skladu z Memorandumom iz Minska z 19. septembra 2014;
  - umik omenjenega težkega orožja se mora začeti najpozneje drugi dan po začetku prekinitve ognja in končati v 14 dneh;
  - pri tem procesu bo pomagala OVSE ob podpori tristranske kontaktne skupine.
3. Učinkovito spremljanje in preverjanje režima premirja in umika težkega orožja s strani OVSE bo zagotovljeno od prvega dne umika z uporabo vseh potrebnih tehničnih sredstev, kot so sateliti, brezpilotna letala, radiolokacijski sistemi itd.
4. Prvi dan po umiku naj bi se začel dialog o načinih izvedbe lokalnih volitev v skladu z ukrajinsko zakonodajo in zakonom Ukrajine O začasnem redu lokalne samouprave v določenih okrožjih Donecke in Luganske oblasti ter tudi o prihodnosti teh okrajev na podlagi zgoraj omenjenega zakona.  Brez odlašanja, vendar najpozneje v 30 dneh od datuma podpisa tega dokumenta, mora Vrhovna rada Ukrajine odobriti resolucijo, ki navaja ozemlje, ki spada pod poseben režim v skladu z zakonom O začasni odredbi Lokalna samouprava v določenih okrožjih Donecke in Luganske oblasti v skladu z memorandumom iz Minska z 19. septembra 2014.
5. Zagotoviti pomilostitev in amnestijo z uveljavitvijo zakona, ki prepoveduje preganjanje in kaznovanje oseb v zvezi z dogodki, ki so se zgodili v določenih okrožjih Donecke in Luganske oblasti Ukrajine.
6. Zagotoviti izpustitev in izmenjavo vseh talcev in nezakonito zaprtih oseb po načelu »vsi za vse«. Ta proces se mora zaključiti najkasneje peti dan po umiku (orožja).
7. Zagotoviti varen dostop, dostavo, shranjevanje in razdeljevanje humanitarne pomoči potrebnim na podlagi mednarodnega mehanizma.
8. Opredeliti modalitete popolne ponovne vzpostavitve socialnih in ekonomskih povezav, vključno s socialnimi transferji, kot so izplačila pokojnin in drugih plačil (dohodki in prihodki, pravočasno plačilo komunalnih računov, ponovna vzpostavitev plačila davkov v okviru ukrajinskega pravnega polja).  S tem namenom bo Ukrajina ponovno vzpostavila upravljanje nad segmentom svojega bančnega sistema v območjih, ki jih je prizadel konflikt; morda bo vzpostavljen mednarodni mehanizem za olajšanje tovrstnih transakcij.
9. Povrnitev nadzora državne meje ukrajinski vladi na celotnem konfliktnem območju, ki se mora začeti prvi dan po lokalnih volitvah in končati po popolni politični ureditvi (lokalne volitve v posameznih okrožjih Donecke in Luganske oblasti na podlagi zakona Ukrajine in ustavne reforme) do konca leta 2015, pod pogojem izpolnitve točke 11,  v posvetovanjih in dogovoru s predstavniki posameznih okrožij Donecke in Luganske oblasti v okviru Trilateralne kontaktne skupine.
10. Umik vseh tujih oboroženih formacij, vojaške opreme in plačancev z ozemlja Ukrajine pod nadzorom OVSE. Razorožitev vseh nezakonitih skupin.
11. Ustavna reforma v Ukrajini  z novo ustavo, ki naj bi začela veljati do konca leta 2015, katere ključni element je decentralizacija (upoštevanje posebnih okrožij Donecke in Luganske oblasti, dogovorjeno s predstavniki teh okrožij), in tudi odobritev trajne zakonodaje o posebnem statusu posameznih okrožij Donecke in Luganske oblasti v skladu z ukrepi, navedenimi v priloženi opombi,[op 1] do konca leta 2015.
12. Na podlagi zakona Ukrajine "O začasnem redu lokalne samouprave v posameznih okrožjih Donecke in Luganske oblasti" se bodo vprašanja v zvezi z lokalnimi volitvami razpravljala in dogovorila s predstavniki posameznih okrožij Donecke in Luganske oblasti v okviru tristranske kontaktne skupine. Volitve bodo potekale v skladu z ustreznimi standardi OVSE in jih bo spremljal OVSE/ODIHR.
13. Okrepiti delo Tristranske kontaktne skupine, vključno z ustanovitvijo delovnih skupin za izvajanje ustreznih vidikov sporazumov iz Minska. Odražali bodo sestavo Tristranske kontaktne skupine.

### Podpisniki
Dokument so podpisali:
- voditelja separatistov Aleksander Zaharčenko in Igor Plotnitski
- švicarska diplomatka in predstavnica OVSE Heidi Tagliavini
- nekdanji predsednik Ukrajine in predstavnik Ukrajine Leonid Kučma
- ruski ambasador v Ukrajini in predstavnik Rusije Mihail Zurabov

### Reakcije
Novi sveženj ukrepov, običajno imenovan Minsk II, je bil kritiziran kot »zelo zapleten« in »izjemno krhek« ker je zelo podoben propadlemu Protokolu iz Minska. New York Times je poročal, da je načrt "vključeval nekaj zapletov", kot je nerazmejitev nadzora nad mestom Debalcevo, ki je bilo prizorišče najhujših spopadov v času priprave načrta. Po pogovorih v Minsku so se kanclerka Merkel, predsednik Hollande in predsednik Porošenko udeležili vrha Evropske unije (EU) v Bruslju.
Na vrhu so udeleženci iz Minska voditelje EU seznanili s pogovori. Povedali so, da je predsednik Putin poskušal odložiti izvajanje prekinitve ognja za deset dni, da bi prisilil ukrajinske enote v Debalcevu, da predajo svoje položaje. Predsednik Putin je na to odgovoril, da so branilci Debalceva obkoljeni in da separatisti pričakujejo, da bodo »odložili orožje in prenehali z odporom«.
Tiskovna predstavnica ameriškega zunanjega ministrstva Jen Psaki je 13. februarja dejala, da so se ruske oborožene sile aktivno razporedile okoli Debalceva, da bi pomagale separatistom pri izrivanju ukrajinskih enot pred začetkom premirja 15. februarja. Rusija je to zanikala, tiskovni predstavnik ruske vlade Dmitrij Peskov pa je trdil, da Rusija ne more pomagati pri izvajanju Minska II, ker »ni udeleženka« v konfliktu.
Vodja Desnega sektorja Dmitro Jaroš je dejal, da si pridržuje pravico do nadaljevanja spopadov in da je Minsk II protiustaven. Rekel je, da bo njegov ukrajinski prostovoljni korpus nadaljeval z bojem »do popolne osvoboditve ukrajinskih ozemelj od ruskih okupatorjev« in obljubil »smrt ruskim terorističnim okupatorjem«. Vodja DPR Aleksander Zaharčenko je izjavil, da premirje za Debalceve ne velja in da se bodo boji tam nadaljevali.

### Dosežki
Ko je 15. februarja ob 0:00 po vzhodnoevropskem času stopilo v veljavo premirje, so se boji na splošno umirili, na več delih konfliktnega območja pa so se spopadi in obstreljevanje nadaljevali. Na območju Debalceva je DLR sprožila ofenzivo. Na jugu Donecke oblasti so se nadaljevali boji med silami DLR in pripadniki Azova v vaseh blizu Mariupola. Do 16. februarja se je zdelo, da je sporazum Minsk II na robu propada. Separatisti so nadaljevali ofenzivo na Debalceve. Obe strani sta izjavili, da ne bosta umaknili težkega orožja, kot je določeno v sporazumu, dokler še potekajo boji v Debalcevu. Reuters je premirje v Debalcevu opisal kot »mrtvorojeno dete«. Ukrajinske sile so se bile 18. februarja prisiljene umakniti iz Debalceva in mesto so zasedle proruske sile.
V tednu po predaji Debalceva so se spopadi na konfliktnem območju umirili. Sile DLR in LLR so 24. februarja začele umikati topništvo s frontnih črt, kot je določal Minsk II, Ukrajina pa je to storila 26. februarja. Ukrajina je poročala, da med 24. in 26. februarjem ni utrpela nobene žrtve, kar se ni zgodilo od začetka januarja 2015.
Ukrajinski parlament je 17. marca potrdil Zakon o posebnem statusu za Donbas, kot je določal Minsk II. Leta 2019 je ukrajinski parlament izglasoval razširitev predpisov, ki so dali vzhodnim regijam pod nadzorom separatistov omejeno samoupravo, kar je bil predpogoj za dogovor za rešitev tamkajšnjega petletnega konflikta. Zakon so nemudoma kritizirali ukrajinski politiki, separatistični voditelji in ruska vlada. Vodja radikalne stranke Oleg Ljaško je dejal, da je zakon »glasovanje za de facto priznanje ruske okupacije v Donbasu«. Podpredsednik parlamenta Andrej Parubij je dejal, da zakon »ni za Putina ali okupatorje«, ampak zato, da Evropi pokaže, da se je Ukrajina pripravljena držati Minska II. Ruski zunanji minister Sergej Lavrov je dejal, da je zakon »ostro odstopanje od dogovorov iz Minska«, ker zahteva lokalne volitve pod ukrajinsko jurisdikcijo.
Predstavniki LLR in DLR so izjavili, da je zakon »enostranska« sprememba Minska II in da je s to spremembo sporazum razveljavljen. Vodja DLR Aleksander Zaharčenko je dejal, da je vsaka sprememba Minska II, ki ni bila medsebojno dogovorjena, »pravno nična« in da »nič, kar je bilo dogovorjeno v Minsku, ni bilo izvedeno«. Dodal je, da mora DLR »zavzeti vsa mesta, v katerih je potekal referendum, in nato politično sodelovati [z Ukrajino] kot enakovreden partner«. Predstavniki DLR in LLR so kljub temu še naprej posredovali mirovne predloge Trilateralni kontaktni skupini za Ukrajino.
Ukrajinski obrambni minister Stepan Poltorak je 8. junija 2015 izjavil, da je bilo od začetka veljavnosti Minska II ubitih več kot 100 vojakov in najmanj 50 civilistov. Po njegovih besedah so proruske sile prekršile premirje več kot 4000-krat. Predstavnik DLR Denis Pušilin in predstavnik LLR Vladislav Deinego sta 10. junija 2015 v nasprotju s sporazumom izjavila, da bi se njuni republiki »radi pridružili Ruski federaciji«. Poleg tega sta povedala, da menita, da je Krim, ki ga je marca 2014 okupirala Rusija, del Rusije.
Uradnik ameriškega obrambnega ministrstva Michael Carpenter je 2. marca 2016 izjavil, da je od podpisa Minska II umrlo najmanj 430 ukrajinskih vojakov, da Rusija ohranja »poveljovalno-nadzorne povezave« nad DLR in LLR ter da Rusija v Donbas pošilja težko orožje. Namestnik vodje misije OVSE v Ukrajini Aleksander Hug je 25. marca 2016 dejal, da je OVSE od začetka spopadov opazovala »oborožene ljudi z ruskimi oznakami«, ki se borijo v Donbasu, da se je pogovarjala z ujetniki, ki so rekli, da so ruski vojaki, in da so videli »sledi pnevmatik, ne pa samih vozil, ki so prečkala [rusko-ukrajinsko] mejo«.
Tiskovna predstavnica ruskega zunanjega ministrstva Marija Zaharova je 27. marca 2016 izjavila, da Rusija »ni pogodbenica sporazumov iz Minska« in da so sporazumi »posvečeni dvema sprtima stranema«. Parlamentarna skupščina Organizacije za varnost in sodelovanje v Evropi je trdila, da Protokol iz Minska vključuje tudi osvoboditev tistih talcev, ki so bili ugrabljeni z ukrajinskega ozemlja in so nezakonito pridržani v Rusiji, na primer Nadja Savčenko in Oleg Sencov.
27. decembra 2018 je ukrajinska tiskovna agencija UNIAN poročala, da niti ena določba dogovora iz Minska ni bila v celoti izvedena.
Urad ukrajinskega predsednika je julija 2020 sporočil, da Leonid Kučma ne bo več sodeloval pri delu Tristranske kontaktne skupine (TKS) za reševanje razmer na vzhodu Ukrajine. Leonid Kučma se je 28. julija srečal z ukrajinskim predsednikom Volodimirjem Zelenskim.
Junija 2021 sta se ameriški predsednik Joe Biden in ruski predsednik Vladimir Putin »strinjala, da bosta nadaljevala diplomacijo v zvezi s sporazumom iz Minska«.
Načrtovano je bilo srečanje v normandijskem formatu med Rusijo, Ukrajino, Nemčijo in Francijo v Parizu 26. januarja 2022. Ukrajina je izpolnila pogoj Rusije za srečanje v Parizu in se odločila, da iz parlamenta umakne kontroverzni osnutek zakona o ponovni integraciji Krima in Donbasa, ker je bil v nasprotju z Minskom II.

#### Volitve v DLR in LLR
Medtem ko so bile ukrajinske lokalne volitve leta 2015 načrtovane za 25. oktober, je vodja DLR Aleksander Zaharčenko 2. julija izdal odlok, s katerim je odredil, da se lokalne volitve v DLR izvedejo 18. oktobra. Dejal je, da je odločitev »v skladu s sporazumi iz Minska«,  da je DLR »začela samostojno izvajati sporazume iz Minska«, da bodo »potekale na podlagi ukrajinskega zakona o statusu začasne samouprave posameznih okrožij Donecke in Luganske oblasti, če ne bodo v nasprotju z ustavo in zakoni DLR«.
Istega dne se je predsednik Petro Porošenko odzval z izjavo, da bi bile volitve v DLR na tak enostranski način »izjemno neodgovorne in bodo imele uničujoče posledice za proces deeskalacije napetosti na nekaterih območjih Donecke in Luganske oblasti«. Poleg tega je OVSE sporočila, da bo poslala opazovalce na volitve na območju konflikta le, če jo bo k temu povabila Ukrajina. Sporazum MInsk II je določal, da mora lokalne volitve na ozemljih DLR in LLR opazovati OVSE, da se štejejo za legitimne. Vodja LLR Igor Plotnickij je sledil DLR tako, da je volitve na ozemlju DLR razpisal za 1. november 2015. 
Ob velikem zmanjšanju nasilja po dogovoru o ponovnem začetku izvajanja Minska II, dogovorjenem 1. septembra, se je normandijska četverica sestala 2. oktobra. Na srečanju je bilo dogovorjeno, da bodo volitve na konfliktnem območju potekale v skladu z Minskom II. Na to je francoski predsednik François Hollande dejal, da bo treba volitve preložiti na leto 2016, saj so za pripravo nanje potrebni trije meseci. Ruski predsednik Vladimir Putin se je strinjal, da bo uporabil svoj vpliv, da bi v DLR in LLR preprečil izvedbo predčasnih volitev.
V skladu s tem sta DLR in LLR 6. oktobra sporočili, da bodo njune načrtovane volitve preložene na 21. februar 2016. Lokalne volitve v preostalem delu Ukrajine so potekale 25. oktobra 2015. Po preložitvi je nemški zunanji minister Frank-Walter Steinmeier dejal, da bodo opazovalci OVSE preverili, ali so načrtovane volitve na separatističnih območjih v skladu z ukrajinsko zakonodajo in Minskom II. Če bi bile, bi »zakon o posebnem statusu za ta območja« začel veljati takoj.
18. aprila 2016 so bile lokalne volitve, načrtovane v organizaciji DLR in LLR, prestavljene z 20. aprila na 24. julij 2016.
22. julija 2016 so bile volitve v DLR in LLR ponovno preložene, tokrat na 6. november 2016. 2. oktobra 2016 sta DLR in LLR izvedli »predvolitve«, na katerih so volivci predlagali kandidate za volitve 6. novembra 2016. Ukrajina je »predvolitve« razglasila za nezakonite. 4. novembra 2016 sta tako DLR kot LLR preložili svoje lokalne volitve »do nadaljnjega«. Vodja DLR Zaharčenko je dodal, da se bodo »leta 2017 izvedle volitve v skladu s sporazumi iz Minska ali pa se bodo izvedle neodvisno«. 
Donecka in Luganska ljudska republika sta 11. novembra 2018 organizirali in izvedli volitve za Ljudska sveta svojih republik.

## Steinmeierjeva formula
Zahodni uradniki so mrzlično poskušali odvrniti Rusijo od podpore separatističnima republikama in vdora v Ukrajino. Steinmeierjeva formula je bila ena od mogočih strategij za oživitev pogovorov z Rusijo glede konflikta v vzhodni Ukrajini, ki je od leta 2014 do takrat zahteval več kot 13.000 življenj. Ime je dobila po takratnem nemškem zunanjem ministru in sedanjem nemškem predsedniku Frank-Walterju Steinmeierju, ki jo je predlagal leta 2016.
Ker je izvajanje sporazuma Minsk II v letih 2015 in 2016 zastalo, je Steinmeier sprožil vrsto pobud, da bi se proces znova zagnal. Formula, ki se takrat še ni imenovala Steinmeierjeva, je jasno določala, da bo zakonodaja o posebnem statusu Donecka in Luganska začela veljati na isti dan kot lokalne volitve, kot je bilo prvotno predlagano v diplomatskih dokumentih.
Steinmeierjeva formula je zlasti zahtevala, da se volitve na območjih pod nadzorom separatistov izvedejo v skladu z ukrajinsko zakonodajo in pod opazovanjem OVSE. Če OVSE ugotovi, da je bilo glasovanje svobodno in pošteno, bodo območja dobila poseben status samouprave, Ukrajina pa bo ponovno prevzela nadzor nad svojo najbolj vzhodno mejo. O formuli se je le govorilo, vendar je niso zapisali, dokler je niso 1. oktobra 2016 v Minsku podpisali predstavniki Ukrajine, Rusije, uporniških območij Luganska in Donecka ter OVSE.

### Ruski in ukrajinski pogledi na Steinmeierjevo formulo
Rusija je formulo uporabila za utemeljitev, da bi morala biti izvedba volitev in vzpostavitev posebnega statusa republik prvi korak za napredovanje sporazumov iz Minska.
Formula je določala, da bi morale volitve potekati v skladu z ustavo Ukrajine, merili OVSE  in mednarodnimi merili za demokratične volitve.
Uradniki v Ukrajini vztrajajo, da ti pogoji ne bodo izpolnjeni, dokler Kijev ne prevzame nadzora nad zaseženimi ozemlji, dokler novinarji ne dobijo neomejenega dostopa in kandidati iz vseh političnih strank enakih in poštenih možnosti za kandidiranje. Obstaja tudi vprašanje  pomanjkanje volivcev: sedanja vojna naj bi povzročila razselitev več kot 700.000 ljudi s prizadetih območij. Nekdanji ukrajinski premier Arsenij Jacenjuk je trdil, da je Rusija mirovne sporazume uporabila zgolj  za oboroževanje. 
Po besedah Jacenjuka in drugih ukrajinskih politikov, ki so bili na oblasti  v času podpisa sporazuma iz Minska, je bila Ukrajina takrat več kot pripravljeni slediti sporazumom, kot si jih je Kijev takrat razlagal. Francoski predsednik Emmanuel Macron na drugi strani meni, da je Minsk edina pot, da Ukrajina ponovno prevzame nadzor nad Donbasom.

## Ovrednotenje in opustitev
Po padcu Debalceva februarja 2015 je približno tretjina Donbasa ostala pod nadzorom separatistov. Nekaj dni pred rusko invazijo leta 2022 sta francoski predsednik Emmanuel Macron in ameriški državni sekretar Antony Blinken menila, da so sporazumi iz Minska še naprej pot za končanje konflikta v Donbasu. Blinken je dodal, da je to nedokončan korak, saj obstajajo še druga odprta vprašanja. Cilj ruskega posredovanja v Donbasu je bil vzpostaviti proruski vladi, ki bi po ponovni vključitvi v Ukrajino olajšali rusko vmešavanje v ukrajinsko politiko.
Maja in junija 2021 je Mark Galeotti izjavil, »da je čas za priznanje, da se je proces iz Minska iztekel in morda ovira kakršen koli bolj smiseln dialog«. Omenil je, da lahko Združeno kraljestvo kot zunanja stran premakne diplomatske procese. Vladislav Surkov, Putinov pomočnik za ukrajinsko politiko od 2013 do 2020, ki je bil februarja 2020 odstavljen s tega položaja, je v intervjuju junija 2021 dejal, da je Ukrajino »mogoče reformirati kot konfederacijo z veliko svobode za odločanje regij«. Dejal je, da bo državo razdelila »geopolitična gravitacija« med Rusijo in Zahodom, pri čemer je sporazume iz Minska opisal kot dejanje, ki je »uzakonilo prvo delitev Ukrajine« v »ponovnem osvajanju« in »prvem odprtem geopolitičnem protinapadu Rusije [proti Zahodu]«. Oktobra 2021 je ruski zunanji minister Sergej Lavrov dejal, da »če so Američani resnično pripravljeni podpreti uresničevanje sporazumov iz Minska, je to vprašanje mogoče zelo hitro rešiti«.
Pojavil se je spor glede vloge Ruske federacije, saj sporazumi iz Minska niso bili sporazumi med Ukrajino in Rusijo. Ruski predstavniki, ki so zahtevali vlogo posrednika, so vztrajali, da se Ukrajina neposredno pogaja s predstavniki samooklicanih separatističnih republik v delu Donbasa. Ukrajinski predsednik Volodimir Zelenski je na to odgovoril, da se »s teroristi nima namena pogovarjati«. Ruska stran je zavrnila pogovore na visoki ravni, Kremelj pa je podprl članek nekdanjega ruskega predsednika Dmitrija Medvedjeva v Kommersantu iz oktobra 2021 z naslovom »Zakaj se je nesmiselno ukvarjati s sedanjim ukrajinskim vodstvom«, ki so ga nekateri kritizirali.
Novembra 2021 je rusko zunanje ministrstvo prekršilo diplomatski protokol z objavo zaupne korespondence s pogajalkama Nemčijo in Francijo.
Decembra 2021 je načelnik generalštaba ruskih oboroženih sil Valerij Gerasimov dejal, da »Kijev ne izpolnjuje dogovorov iz Minska. Ukrajinske oborožene sile se hvalijo, da so začele v Donbasu uporabljati protitankovske raketne sisteme Javelin, ki jih dobavljajo ZDA, in turška izvidniško/udarna brezpilotna letala. Zaradi tega se že tako napete razmere na vzhodu te države še poslabšujejo«.
Januarja 2022 je Oleksij Danilov, sekretar ukrajinskega sveta za nacionalno varnost in obrambo, dejal, da »izpolnjevanje sporazuma iz Minska pomeni uničenje države. Ker so bili podpisani pod rusko puško, Nemci in Francozi pa so samo opazovali, je vsem razumnim ljudem jasno, da je te dokumente nemogoče uresničiti«.
15. februarja 2022 je ruska Duma izglasovala poziv predsedniku Putinu, naj prizna samooklicani LLR in DLR. Naslednji dan je tiskovni predstavnik ruske vlade priznal, da uradno priznanje republik Donbasa ne bi bilo v skladu s sporazumi iz Minska. Novinarjem je tudi povedal, da je Putinova prednostna naloga pri urejanju razmer v Donbasu izvajanje mehanizmov, sprejetih v okviru teh sporazumov. Rusija je 21. februarja 2022 uradno priznala samooklicani ljudski republiki Lugansk in Doneck. Po tej odločitvi je  predsednik Putin 22. februarja 2022 izjavil, da sporazumi iz Minska »ne obstajajo več« in da je za njihov propad »kriva Ukrajina«, ne Rusija. Ukrajino je v svojih komentarjih obtožil »genocida v Donbasu«. Širši svet, akademiki, ki preučujejo genocid, in Združeni narodi na njegovo izjavo večinoma gledajo kot na neutemeljeno in napačno. Rusija je nato 24. februarja 2022 odkrito napadla Ukrajino.
24. avgusta 2022 je ukrajinski predsednik Volodimir Zelenski po srečanju Krimske platforme izjavil, da trenutne frontne črte ne morejo biti zamrznjene. »Na točki, kjer smo, nismo pripravljeni na prekinitev ognja. Pojasnili smo, da ne bo ne Minska III ne Minska V na Minska VII. Teh iger se ne bomo več igrali, ker smo na ta način izgubili del naših ozemelj ... to je past«.
Angela Merkel je konec leta 2022 dejala, da so bili sporazumi »poskus dati Ukrajini čas« za okrepitev svojih oboroženih sil, ki so bile takrat poražene v Donbasu. Konec novembra 2024 Merkel izda svojo obsežno avtobiografijo v kateri poda tudi svojo videnje, zakaj so sporazumi v Minsku propadli. Opisuje, da je Putin ves čas videl v njih možnost za diplomatsko rešitev, vendar je leta 2019 na zadnjem srečanju predsednikov v normandijskem formatu Zelenski pod vplivom ultranacionalistov zavrnil nadaljnjo izvedbo.

## Opomba
1. ↑  V ukrajinski zakon "O začasnem redu lokalne samouprave v posebnih okrožjih Donecke in Luganske oblasti" je treba vključiti naslednje ukrepe: 
  - Svoboda pred kaznovanjem, nadlegovanjem in diskriminacijo oseb, povezanih z dogodki, ki so se zgodili v posameznih okrožjih Donecke in Luganske oblasti.
  - Pravica do jezikovne samoodločbe.
  - Sodelovanje lokalne samouprave pri imenovanju vodij tožilstev in sodišč v posameznih okrožjih Donecke in Luganske oblasti.
  - Možnost, da centralni izvršilni organi sklepajo sporazume z ustreznimi lokalnimi organi o gospodarskem, socialnem in kulturnem razvoju posameznih okrožij Donecke in Luganske oblasti.
  - Država bo zagotovila podporo za socialno-ekonomski razvoj posameznih okrožij Donecke in Luganske oblasti.
  - Pomoč osrednjih izvršilnih organov za čezmejno sodelovanje posameznih okrožij Donecke in Luganske oblasti z regijami Ruske federacije.
  - Svoboda ustvarjanja enot ljudske milice po odločitvi lokalnih svetov za vzdrževanje javnega reda v določenih okrožjih Donecke in Luganske oblasti.
  - Pooblastila poslancev in uradnikov lokalnih svetov, izvoljenih na predčasnih volitvah, ki jih imenuje Vrhovna rada Rada v skladu s tem zakonom, ne morejo predčasno prenehati.